# Заречье Ломовое
Заречье Ломовое — село Чаплыгинского района Липецкой области. Входит в состав Жабинского сельсовета.

## История
По данным на 1920 год село значится под названием посёлок Ломовский Зареченский.

## Население
| 1906 | 1920  | 1932  | 1997 | 2010 |
| ---- | ----- | ----- | ---- | ---- |
| 783  | ↗1114 | ↗1271 | ↘194 | ↘127 |

## Уроженцы
- Иван Сергеевич Алтухов — Герой Советского Союза